# Episodi di Professione pericolo (quinta stagione)
La quinta ed'ultima stagione della serie televisiva Professione pericolo è stata trasmessa in prima visione negli Stati Uniti d'America da ABC tra il 1985 e il 1986.
| nº | Titolo originale            | Titolo italiano | Prima TV USA      | Prima TV Italia |
| -- | --------------------------- | --------------- | ----------------- | --------------- |
| 1  | Dead Ringer                 |                 | 26 settembre 1985 |                 |
| 2  | The King of the Stuntmen    |                 | 3 novembre 1985   |                 |
| 3  | Femme Fatale                |                 | 10 novembre 1985  |                 |
| 4  | A Fistful of Lire           |                 | 17 novembre 1985  |                 |
| 5  | The Life of Riley           |                 | 30 novembre 1985  |                 |
| 6  | October the 32nd            |                 | 7 dicembre 1985   |                 |
| 7  | Seavers: Dead or Alive      |                 | 14 dicembre 1985  |                 |
| 8  | Escape Claus                |                 | 21 dicembre 1985  |                 |
| 9  | No Rms Ocean Vu             |                 | 4 gennaio 1986    |                 |
| 10 | Miami's Nice                |                 | 10 gennaio 1986   |                 |
| 11 | Reunion                     |                 | 17 gennaio 1986   |                 |
| 12 | Trial by Fire               |                 | 24 gennaio 1986   |                 |
| 13 | In His Shadow               |                 | 31 gennaio 1986   |                 |
| 14 | The Lucky Stiff             |                 | 7 febbraio 1986   |                 |
| 15 | Beach Blanket Bounty        |                 | 21 febbraio 1986  |                 |
| 16 | The Last Chance Platoon     |                 | 28 febbraio 1986  |                 |
| 17 | I Now Pronounce You... Dead |                 | 7 marzo 1986      |                 |
| 18 | Two on a Skip               |                 | 21 marzo 1986     |                 |
| 19 | Lady in Green               |                 | 28 marzo 1986     |                 |
| 20 | Tag Team                    |                 | 4 aprile 1986     |                 |
| 21 | War on Wheels               |                 | 11 aprile 1986    |                 |
| 22 | The Bigger They Are         |                 | 2 maggio 1986     |                 |